# Ago di Sciora
L'Ago di Sciora és una muntanya de la Serralada Bregaglia (Alps Suïssos), situada a Graubünden, Suïssa.